# 許乃賡
許乃賡（？—？），字念颺，號藉舲，浙江杭州府錢塘縣人，清朝政治人物。

## 生平
許乃賡是嘉慶二十二年（1817年）丁丑科二甲第三十七名進士。選翰林院庶吉士，散館授編修，升右春坊右庶子。《晚晴簃詩匯》收其詩。